# Wolfgang Hutter

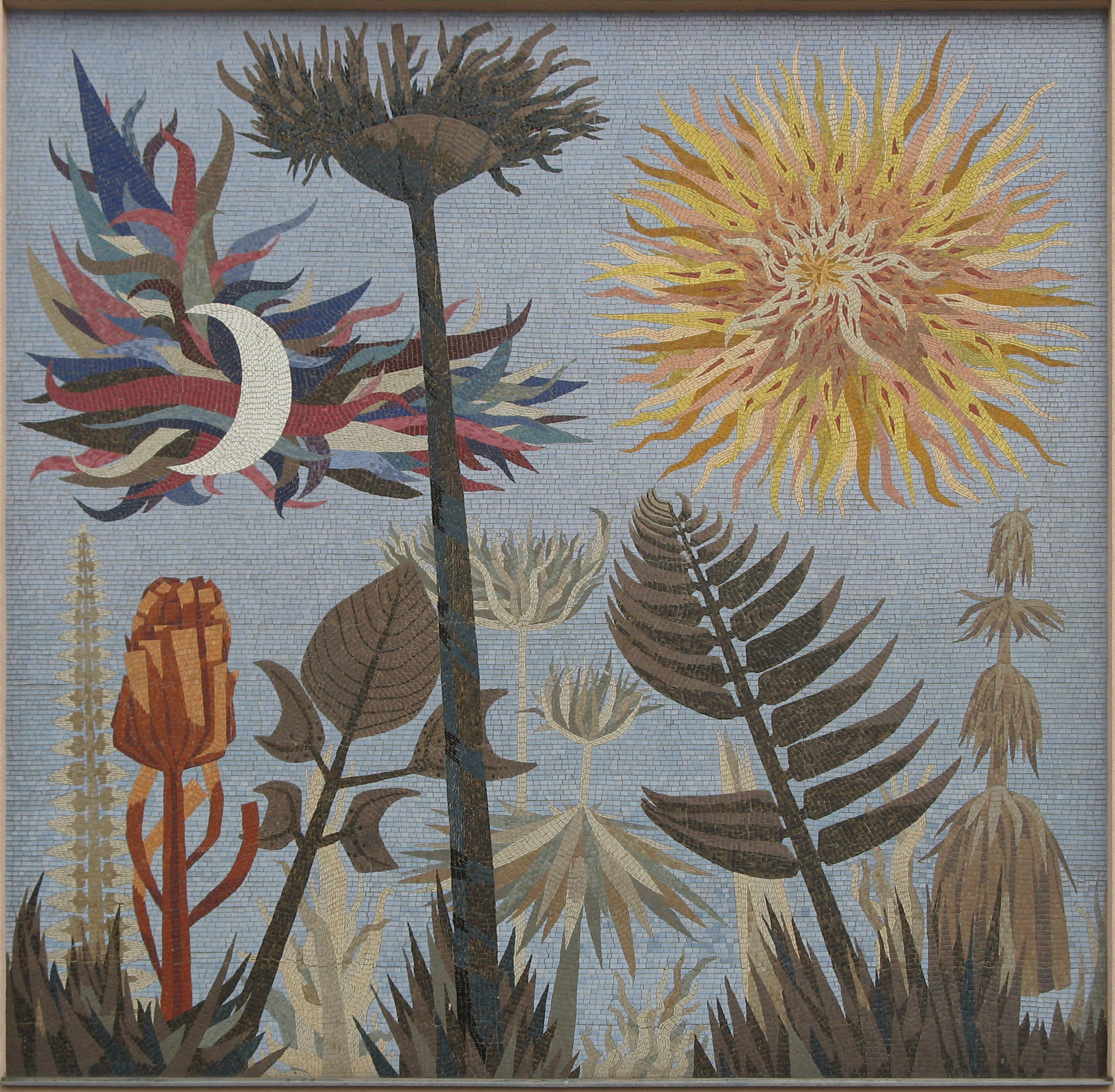
Mosaik Pflanzen und Gestirne (1958) in der Buchengasse 139, Wien-Favoriten

Wolfgang Hutter (* 13. Dezember 1928 in Wien; † 26. September 2014) war ein österreichischer Maler und Grafiker.

## Leben
Hutter studierte von 1945 bis 1950 an der Akademie der bildenden Künste in Wien bei seinem Vater Albert Paris Gütersloh. Wolfgang Hutter ist der leibliche Sohn von Albert Paris Gütersloh und Milena Hutter, die eine jahrelange Liebesaffäre miteinander verband. Milena Hutter war die Ehefrau des Arztes Karl Hutter. Gütersloh anerkannte Wolfgang Hutter erst in seinem Testament 1973 als seinen Sohn. Mit Ernst Fuchs, Rudolf Hausner, Edgar Jené und Fritz Janschka (* 1919), dem Schöpfer eines Ulysses-Alphabets, gründete er eine surrealistische Gruppe im Wiener Art-Club und war Gründungsmitglied der Wiener Schule des Phantastischen Realismus. Seine artifizielle Bildwelt ist gekennzeichnet von künstlichen Gärten und märchenhaften Szenen in minutiöser Kleinarbeit und technischer Perfektion. Von 1966 bis 1997 lehrte Wolfgang Hutter (ab 1974 als ordentlicher Professor) an der Universität für angewandte Kunst Wien.
Hutter war viermal verheiratet. Aus zweiter Ehe hat er eine Tochter, aus seiner dritten Ehe mit der Kostümbildnerin Birgit Hutter stammt ihr gemeinsamer Sohn, der Schauspieler Xaver Hutter, sowie ein weiterer Sohn und eine Tochter.
Wolfgang Hutter lebte und arbeitete mit seiner vierten Frau Edith Hutter, geborene Rosenberger, Absolventin der Hochschule für Angewandte Kunst, von 1983 bis zu seinem Tod 2014.
Er wurde am 16. Oktober 2014 auf dem Döblinger Friedhof bestattet (Gruppe 29, Nr. 153).

## Auszeichnungen und Ehrungen
- 1977: Preis der Stadt Wien für Bildende Kunst
- 1988: Ehrenmedaille der Bundeshauptstadt Wien in Gold[5]
- 2011: Goldenes Ehrenzeichen für Verdienste um das Land Wien[6]

2016 wurde im 21. Wiener Gemeindebezirk Floridsdorf der Hutterplatz nach ihm benannt.

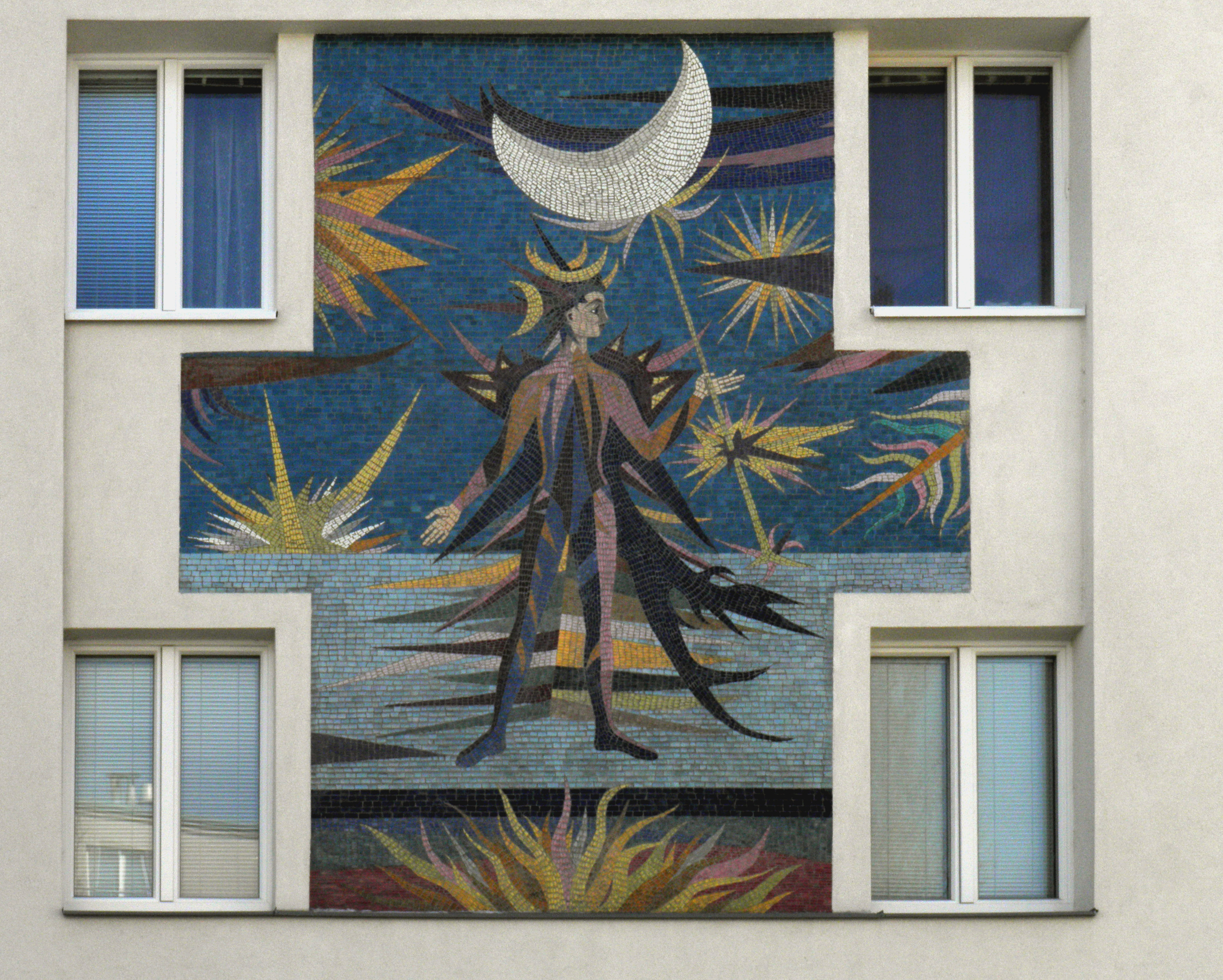
Mosaik Allegorie des Abends (1959) am Dag-Hammarskjöld-Hof in Wien 21. Matthäus-Jiszda-Strasse 4

## Werke
- Theater, 1950
- Mosaik „Abend“ am Dag Hammarskjöld Hof in Wien-Floridsdorf, 1959
- Tätowierungen, 1965
- Ein Mädchen – fünf Hüte, 1974 (Lithografien)
- Zauberflöte, 1974 (Grafiken)
- Die Streifenmädchen, 1976
- Federmenschen, 1976
- Die Fächermädchen, 1990 (Öl auf Hartfaser, 6-eckig)
- Gobelins (u. a. für das Wiener Burgtheater)
- Bühnenbilder für Oper, Ballett und Theater
- Wandmalerei im Großen Festspielhaus in Salzburg, 1960
- Eiserner Vorhang im Stadttheater Wiener Neustadt